# Voyeur pervers
Pour plus de détails, voir Fiche technique et Distribution.
Voyeur pervers (L'occhio dietro la parete) est un giallo érotique italien de Giuliano Petrelli sorti en 1977.

## Synopsis
Ivano, un vieil invalide particulièrement riche et vicieux, commence à espionner son jeune locataire Arturo durant ses rencontres galantes, grâce à un système sophistiqué de caméras et de microphones cachés dans l'appartement qu'il lui a loué. Comme la vision seule ne le satisfait pas pleinement, il convainc sa fille Olga, qui est également intriguée par le jeune homme, d'avoir une liaison avec lui. Petit à petit, cependant, Arturo, derrière l'apparence d'un bel homme, semble cacher des habitudes peu communes.

## Fiche technique
- Titre en français : Voyeur pervers[1]
- Titre original : L'occhio dietro la parete[2]
- Réalisation : Giuliano Petrelli
- Scénario :	Giuliano Petrelli
- Photographie :	Cristiano Pogany
- Montage : Gianmaria Messeri
- Musique : Pippo Caruso (it)
- Décors : Franco Vanorio
- Production : Enzo Gallo (it), Carlo Policreti
- Société de production : Cinemondial
- Pays de production :  Italie
- Langue originale : Italien
- Format : Couleurs - 1,85:1 - Son mono
- Durée : 85 minutes
- Genre : Giallo érotique
- Dates de sortie :
  - Italie : 7 juin 1977
  - France : 27 février 1980[1]

## Distribution
- John Phillip Law : Arturo
- Olga Bisera : Olga
- Fernando Rey : Ivano
- José Quaglio : Octavio
- John P. Dulaney
- Enzo Robutti
- Monica Zanchi
- Joseph Jenkins : danseur, ami d'Arturo
- Roberto Posse